# Alfonso Galindo Hervás
Alfonso Galindo Hervás (Murcia, 3 de octubre de 1969) es un profesor, filósofo político y ensayista español. Es catedrático de la Universidad de Murcia (España), donde desempeña el cargo de secretario de la Facultad de Filosofía.
Su investigación y publicaciones se centran en los campos de la filosofía política contemporánea y la historia de los conceptos políticos. Ha prestado especial atención al pensamiento político italiano, a la tradición liberal y a algunos de los principales fenómenos de la política actual, como el populismo.

## Biografía y trayectoria académica
Se licenció en teología por la Universidad Pontificia de Salamanca y en filosofía por la Universidad de Murcia, donde se doctoró en filosofía con Premio Extraordinario con la tesis Teología política versus comunitarismos impolíticos. En torno a la soberanía, dirigida por José Luis Villacañas Berlanga. Es miembro de los grupos de investigación “Biblioteca Saavedra Fajardo de Pensamiento Político Hispánico”, “La Filosofía y los Procesos Sociohistóricos contemporáneos” y pertenece al consejo de redacción de la revista Res Publica. Así mismo, fue miembro fundador de la plataforma cívica “Libres e Iguales”.
Durante los años 2004-2009 codirigió en la Diputación de Almería, junto a Jesús Baca Martín, las jornadas "Pensar la imagen". Fruto de las cuales realizaron la edición de seis volúmenes sobre cine y filosofía. En el año 2005 ganó el IV Premio Internacional de Ensayo Miguel Espinosa con la obra Cincuenta mitos.
Ha sido profesor e investigador visitante en universidades de Argentina, Colombia, México, Italia y Reino Unido.

## Obra publicada

### Libros
- (2003) La soberanía. De la teología política al comunitarismo impolítico, Res Publica, Murcia.
- (2005) Política y mesianismo. Giorgio Agamben, Biblioteca Nueva, Madrid.
- (2006) Cincuenta mitos, IV Premio de Ensayo Miguel Espinosa. Editora Regional, Murcia.
- (2014) (con E. Ujaldón) La cultura política liberal. Pasado, presente y futuro, Tecnos, Madrid.
- (2015) Pensamiento impolítico contemporáneo. Ontología (y) política en Agamben, Badiou, Esposito y Nancy, Sequitur, Madrid.
- (2016) (con E. Ujaldón) Diez mitos de la democracia, Almuzara, Córdoba.
- (2021) Historia y conceptos políticos. Una introducción a Reinhart Koselleck, EUNSA, Pamplona.
- (2021) Conceptos políticos fundamentales. Un análisis contemporáneo, Centro de Estudios Políticos y Constitucionales, Madrid.
- (2022) (con E. Ujaldón) Sexo, cuerpo, boxeo. Un alegato contra la izquierda reaccionaria, Verbum, Madrid.

### Artículos académicos
- (2016) "Delay or accelerate the end? Messianism, accelerationism and presentism", International Journal of Philosophy and Theology, Vol. 77 , Iss. 4-5, págs. 307-323.
- (2018) "Living Automatically, Living Remotely: On the Contemporary Reduction of Experience and Decision-Making Spaces", Interpretation. A Journal of Political Philosophy, Vol. 44 , Iss. 2, págs. 209-231.[17]
- (2020) "Educación, biopolítica y experiencia a partir de Giorgio Agamben", Cinta de Moebio, 67, Universidad de Chile, pp. 85-95.[18]
- (2024). La historia como teoría crítica. La historia intelectual de Dominick LaCapra. Pensamiento. Revista De Investigación E Información Filosófica, 79(304), 921–942.[19]